# Soldiers of Fortune (1919)
Soldiers of Fortune is een Amerikaanse dramafilm uit 1919 onder regie van Allan Dwan.

## Verhaal
De ingenieur Robert Clay wordt door een rijke New Yorker naar de Zuid-Amerikaanse republiek Olancho gestuurd om een ijzergroeve te ontginnen. Generaal Mendoza leidt er een revolutie tegen de zetelende president Alvarez, maar Clay en zijn mannen trachten hem te stoppen. De broodheer van Clay  komt intussen naar Olancho in het gezelschap van zijn twee bevallige dochters.

## Rolverdeling
| Acteur              | Personage         |
| ------------------- | ----------------- |
| Wallace Beery       | Mendoza           |
| Ogden Crane         | Burke             |
| Ward Crane          | Reginald King     |
| Norman Kerry        | Robert Clay       |
| Fred Kohler         | McWilliams        |
| Herold Lindsay      | Mevrouw Alvarez   |
| Wilfred Lucas       | President Alvares |
| Melbourne MacDowell | Mijnheer Langham  |
| Philo McCullough    | Kapitein Stuart   |
| Anna Q. Nilsson     | Alice Langham     |
| Pauline Starke      | Hope Langham      |
| Frank Wally         | Teddy Langham     |